# Кюндингер, Канут
Канут Кюндингер (нем. Paul Kanut Kündinger; 12 апреля 1830, Китцинген — 1915) — немецкий виолончелист. Брат Августа и Рудольфа Кюндингеров.
Начал учиться музыке у отца — церковного композитора Георга Вильгельма Кюндингера (1800—1867), городского кантора и капельмейстера в Нёрдлингене и Нюрнберге. Окончил Мюнхенскую консерваторию по классу Йозефа Ментера.
В 1849—1901 гг. виолончелист Придворной капеллы Великого герцогства Баден в Мангейме. Музыкальный словарь Германа Менделя отмечал (1876), что игра Кюндингера отличается «огнём и большим искусством». В 1899 г. по случаю 50-летия службы награждён Орденом Церингенского льва.
Был также востребованным в городе преподавателем. Наиболее известным учеником Кюндингера является Хуго Беккер.